# Amihai Mazar

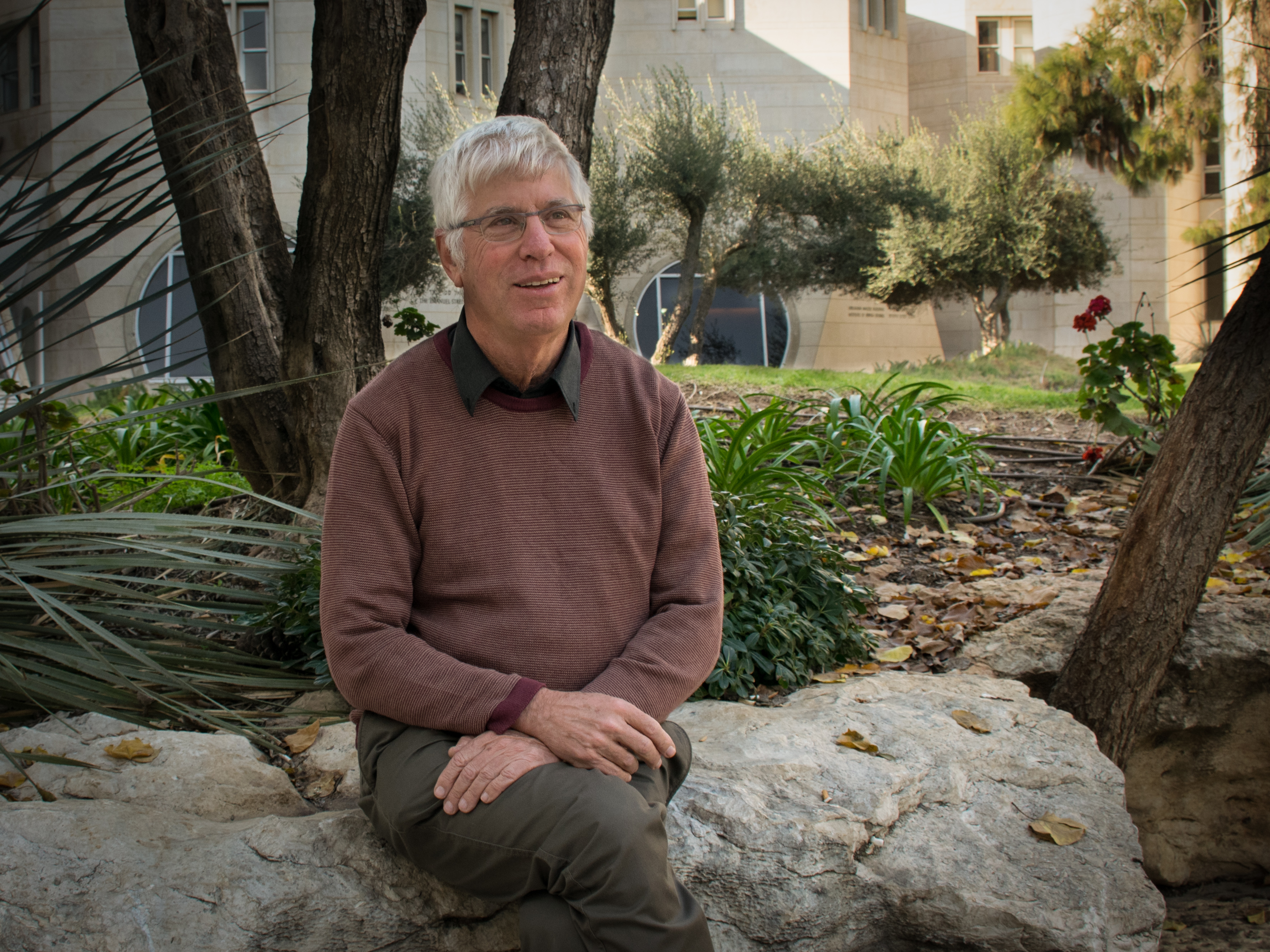
Amihai Mazar

Amihai Mazar (Haifa, 19 november 1942) is een Israëlisch archeoloog. Sinds 1994 is hij professor aan de archeologische faculteit van de Hebreeuwse Universiteit van Jeruzalem, waar hij de Eleazar Sukenik-leerstoel voor de archeologie van Israël bekleedt. Mazar wordt beschouwd als een autoriteit op het gebied van de Bijbelse archeologie. Zijn Archaeology of the Land of the Bible wordt wereldwijd op veel universiteiten als leerboek gebruikt.

## Loopbaan
Mazar heeft gestudeerd aan de Hebreeuwse Universiteit in Jeruzalem, waar hij in 1972 afstudeerde aan de faculteit archeologie en in 1976 promoveerde. Vanaf 1977 is hij als hoogleraar aan de universiteit verbonden, in 1994 werd hij er benoemd tot professor. Hij heeft als gasthoogleraar colleges gegeven aan de Universiteit van Pennsylvania. Mazar doet vooral onderzoek naar de relatie tussen Israël en omliggende volken in de Bronstijd en de IJzertijd, de relatie tussen Bijbel en archeologie, kunst en architectuur in het oude Nabije Oosten en historische geografie uit de tijd van de Bijbel.

## Opgravingen
Mazar heeft leiding gegeven aan een groot aantal opgravingen in Israël, waaronder
- Tel Qasile, 1971-1974, 1982-1990
- Khirbet Abu et-Twein, 1974-1975
- Khirbet Marjameh, 1975, 1978
- Timna, 1977-1989 (met G.L. Kelm)
- Giloh (Jeruzalem), 1978-1982
- Beet She'an, 1989-1996
- Tel Rehov (bij Beit She’an), vanaf 1997

## Familie
Mazar woont in Jeruzalem. Hij is getrouwd en heeft drie kinderen. Benjamin Mazar, die behoorde tot de eerste generatie Israëlische archeologen na de Israëlische onafhankelijkheid, is zijn oom. Hij is een neef van de archeologe Eilat Mazar.

## Publicaties
Mazar heeft veel wetenschappelijke publicaties op zijn naam staan, waaronder:
- A. Mazar, Excavations at Tell Qasile, Part One. The Philistine Sanctuary: Architecture and Cult Objects, Qedem 12, Jeruzalem, 1981.
- A. Mazar, Excavations at Tell Qasile, Part Two. Various Finds, The Pottery, Conclusions, Appendices, Qedem 20, Jeruzalem, 1985.
- A. Mazar, Archaeology of the Land of the Bible (ca. 10000 - 586 B.C.E.), Anchor Bible Reference Library, Doubleday, 1990.
- A. Mazar, Timnah (Tel Batash) I: Stratigraphy and Architecture, Qedem 37, Jeruzalem, 1997.
- N. Panitz-Cohen, Timnah (Tel Batash) II: The Finds from the First Millennium BCE, Qedem 42, Jeruzalem, 2001.
- A. Mazar, Excavations at Tel Beth Shean between 1989 and 1996, Volume I: From the New Kingdom to the Medieval Period, Jeruzalem, 2006.
- N. Panitz-Cohen, A. Mazar (ed.), Timnah (Tel Batash) III: The Finds from the Second Millennium BCE, Jerusalem, 2006.
- A. Mazar, R. Mullins (ed.), Excavations at Tel Beth Shean between 1989 and 1996, Volume II: The Middle and Late Bronze Age Strata in Area R, Jeruzalem, 2008.

Voor verschillende naslagwerken heeft hij lemma’s geschreven:
- D.N. Freedman (ed.), Anchor Bible Dictionary, New York, 1992 (5 lemma’s).
- E. Stern (ed.), The New Encyclopedia of Archaeological Excavations in the Holy Land, Jeruzalem, New York, 1993 (9 lemma’s).
- E.M. Meyers (ed.), The Oxford Encyclopedia of Archaeology in the Near East, New York, 1997 (8 lemma’s).